# Pangody
Pangody (Russisch: Пангоды) is een nederzetting met stedelijk karakter in het centrale deel van het Russische autonome district Jamalië ten zuidoosten van de Obboezem. De plaats ligt aan linkeroever van de rivier de Pravaja Chetta op 2 kilometer van de instroom van de gelijknamige Pangodykreek in deze rivier. De plaats ligt aan de spoorlijn tussen Nadym en Novy Oerengoj.
Voor de stichting van de plaats werd in de jaren 50 een station aangelegd op de plaats voor de later opgegeven Poolcirkelspoorlijn.
De plaats ontstond in 1971 als nederzetting voor gaswerkers voor de exploitatie van het gasveld Medvedzje ("beer"). De naam komt uit het Nenets en betekent zoiets als "heuvelvoet" of "afgeplatte heuvel". Door de aanleg van de gaspijpleidingen tussen Nadym en Poenga en van Nadym naar 'Tsentr' voor de gasvoorziening van de industriegebieden van de Oeral nam de bevolking snel toe en maakte de plaats een snelle ontwikkeling door. In 1979 kreeg de plaats de status van werknederzetting en later kreeg het de status van nederzetting met stedelijk karakter.
Door problemen met de veroudering van de spoorlijn tussen Nadym en Novy Oerengoj was de plaats in 2007 niet goed bereikbaar per trein.
Binnen de plaats zijn gasbedrijf Nadymgazprom en pijpleidingenmaatschappij Tjoementransgaz de belangrijkste werkgevers.
Bestuurlijk centrum: Nadym

Jagelny · Jamburg · Koetopjoegan · Lonjoegan · Nori · Nyda · Pangody · Pravochettinski · Priozerny · Stary Nadym · Zapoljarny